# Ischnopsyllus needhami
Ischnopsyllus needhami är en loppart som beskrevs av Hsu Yinch'i 1935. Ischnopsyllus needhami ingår i släktet Ischnopsyllus och familjen fladdermusloppor. Inga underarter finns listade i Catalogue of Life.